# Montigny-lès-Cormeilles
Montigny-lès-Cormeilles egy község Franciaországban. Lakosainak száma 22 390 fő (2022. január 1.).

## Földrajza
Montigny-lès-Cormeilles Beauchamp, La Frette-sur-Seine, Cormeilles-en-Parisis, Franconville, Herblay-sur-Seine és Pierrelaye községekkel határos.